# Непальсько-японські відносини
Непальсько-японські відносини — двосторонні дипломатичні відносини між Непалом та Японією. Держави є членами Організації Об'єднаних Націй та Світової організації торгівлі.

## Історія
Кавагуті Екай був першим японцем, який відвідав Непал у 1899 з метою вивчення буддизму Тибету, після чого він ще раз відвідував Непал у 1903, 1905 та 1913. Він запропонував провести непальському прем'єр-міністру низку реформ як жест доброї волі у 1905.
У 1902 уряд Непалу відправив вісім непальських студентів до Японії для вивчення корисних копалин, механіки, гірничодобувної технології та сільського господарства. Провчившись три роки, вони повернулися до Непалу, привезши з собою нові рослини, як пам'ять про свою подорож.
Країни виступили як союзники у Першій світовій війні, підтримавши Велику Британію у війні з Німеччиною. Але у Другій світовій війні країни були ворогами, їх основні битви були під час Бірманської кампанії.
Дипломатичні відносини між країнами встановлені 28 вересня 1956. 
У 2007 Японія направила до Непалу Сили самооборони в рамках місії Організації Об'єднаних Націй з надання допомоги при виконанні пунктів мирної угоди.

## Торгівля
Більшість допомоги Непалу перебувають у співпраці з Азійським банком розвитку. Японія є одним із найбільших донорів допомоги Непалу. Станом на травень 2009 Японія надала Непалу наступну фінансову допомогу: кредити на суму 58,4 млрд ієн, гранти на суму 13,6 млрд ієн, технічне співробітництво на суму 42,6 млрд ієн.
У 2001 Японія запропонувала надати кредит у розмірі до 5 494 мільйонів ієн на будівництво водоочисної станції Маханкал-Меламчі в Катманду.
У 2004 Японія надала Непалу позику в розмірі 160 мільйонів доларів США (50% від загальної іноземної допомоги) для найбільшого гідроенергетичного проекту Непалу на річці Гандак. 
У 2004 Японія погодилася списати Непалу суму кредиту в розмірі близько 200 мільйонів доларів США, який використовувався для фінансування проектів розвитку, які повинні були спрямовані на програми боротьби з бідністю.
У 2007 у співпраці з Азійським банком розвитку та урядом Нідерландів Японія виділила 600 000 доларів США на розвиток сектора водопостачання та санітарії у невеликих містах Непалу.
У 2008 Японія виділила 750 000 доларів США на надання Непалу допомоги в підготовці проекту з підвищення якості авіатранспортних послуг.

## Дипломатичні представництва
- Непал має посольство в Токіо[12].
- Японія містить посольство в Катманду[13].